# Medelhavsbarb
Medelhavsbarb (Barbus meridionalis) är en art i familjen karpfiskar som framför allt lever i floder i Frankrike men även i Spanien. 

## Utseende
En avlång fisk med stora rygg- och stjärtfenor, nos med en avrundad spets med nedåtriktad mun och 5 skäggtömmar. Ovansidan är gulaktig med stora, oregelbundna, svarta fläckar. Även huvud och fenor har fläckar. Underläppen är tjock. Ryggfenan har 3 till 4 taggstrålar och 7 till 9 mjukstrålar; motsvarande värden för analfenan är 2 till 3 respektive 5 till 6, medan stjärtfenan enbart består av 16 till 19 mjukstrålar. Som mest kan den bli 27 cm lång och väga 250 g. Arten saknar egentliga tänder, men har "struptänder", benutskott i matstrupen, som hjälper till att sönderdela födan.

## Vanor
Medelhavsbarben lever i kustnära men höglänta delar av floder med klart, strömt och syrerikt vatten över sand- och grusbotten. Den undviker i regel flodernas låglänta delar om den nära släktingen flodbarben är närvarande. Födan består i huvudsak av små, ryggradslösa djur, och till mindre del av växter.

### Fortplantning
Arten leker mellan maj och juli. Trots det konkurrensörhållande som uppenbarligen råder med flodbarben (se ovan) förekommer det att den lokalt i södra Frankrike bildar delvis fertila hybrider med denna. Hybridisering förekommer även med Barbus haasi.

## Utbredning
Utbredningsområdet omfattar södra delen av Rhônes flodområde, flera kustnära vattendrag i Frankrike samt ett mindre antal kustnära vattendrag i södra Katalonien i Spanien. Den italienska populationen, som förr räknades till denna art, betraktas nu som en fristående art under namnet Barbus caninus.

## Status
Arten är klassificerad som nära hotad ("NT") av IUCN. Populationen förändras egentligen inte, och den är spridd över ett stort område. Eftersom den är starkt fragmenterad, den förekommer till exempel främst i de kraftigt strömmande delarna av floderna, och då den är känslig för föroreningar och hotad som art av sin vara att hybridisera med andra, närstående arter har den ändå klassificerats enligt ovan. Även flodutbyggnad är ett hot.